# Omar Abdallah
Omar Abdallah – egipski piłkarz grający na pozycji napastnika. W swojej karierze grał w reprezentacji Egiptu.

## Kariera klubowa
W swojej karierze piłkarskiej Abdallah grał w klubie Ghazl El-Mehalla.

## Kariera reprezentacyjna
W 1976 roku Abdallah został powołany do reprezentacji Egiptu na Puchar Narodów Afryki 1976. Na tym turnieju rozegrał dwa mecze: w fazie finałowej z Marokiem (1:2) i z Gwineą (2:4). Z Egiptem zajął w nim 4. miejsce.